# Winnsboro (Texas)
Pour les articles homonymes, voir Winnsboro.
La ville de Winnsboro est située dans les comtés de Franklin et Wood, dans l’État du Texas, aux États-Unis. Sa population s’élevait à 3 252 habitants lors du recensement de 2010, estimée à 3 343 habitants en 2016.

## Histoire
La localité a été fondée dans les années 1850. Un bureau de poste a ouvert en 1854 ou 1855.

## Source
- (en) Cet article est partiellement ou en totalité issu de l’article de Wikipédia en anglais intitulé « Winnsboro, Texas » (voir la liste des auteurs).